# Préfecture de Yamaguchi
La préfecture de Yamaguchi (山口県, Yamaguchi-ken) est une préfecture du Japon, la plus à l'ouest de Honshū.

## Histoire
La préfecture de Yamaguchi était précédemment divisée en deux provinces : celle de Nagato et celle de Suo, provinces d'origine du clan Ōuchi (IIe siècle). Durant la période Sengoku, lorsque le clan Ōuchi fut renversé par son vassal Mōri Motonari, elles passèrent aux mains du clan Mōri.
Après la réouverture du Japon par le commodore Matthew Perry, les clans de Nagato (également connu comme Chōshu) jouèrent un rôle clé dans la chute du shogunat Tokugawa et dans le nouveau gouvernement impérial.

## Géographie
Elle est bordée des préfectures d'Hiroshima et Shimane. La préfecture compte 13 villes et 4 districts qui comprennent un total de 6 bourgs. La préfecture ne possède plus un seul village.

### Villes
- Hagi
- Hikari
- Hōfu
- Iwakuni
- Kudamatsu
- Mine
- Nagato
- San'yō-Onoda
- Shimonoseki (plus grande ville)
- Shūnan
- Ube
- Yamaguchi (capitale)
- Yanai

### Districts et bourgs
| - District d'Abu - Abu - District de Kuga - Waki | - District de Kumage - Hirao - Kaminoseki - Tabuse - District d'Ōshima - Suō-Ōshima |

## Démographie
|  | 63 |

|  | 66 |

|  | 68 |

|  | 75 |

|  | 81 |

|  | 86 |

|  | 98 |

|  | 83 |

|  | 81 |

|  | 91 |

|  | 115 |

|  | 122 |

|  | 109 |

|  | 97 |

|  | 94 |

|  | 78 |

|  | 98 |

## Tourisme
Une des attractions majeures est le célèbre pont Kintai dans la ville d'Iwakuni. Ces cinq arches en bois sont considérées comme un symbole de l'ouest d'Honshū. Les bords de la rivière Nishiki près du pont sont considérés comme l'un des meilleurs endroits au Japon pour la pratique du Hanami (花見, littéralement « regarder les fleurs »), quand les groupes et les familles se réunissent au début du printemps pour admirer les cerisiers en fleur.

## Jumelage
La préfecture de Yamaguchi est jumelée avec les municipalités ou régions suivantes :
- Shandong (Chine) depuis le 12 août 1982 ;
- Gyeongsang du Sud (Corée du Sud) depuis le 26 juin 1987 ;
- Navarre (Espagne) depuis le 11 novembre 2003.